# Helcopteryx rhodiogramma
Helcopteryx rhodiogramma är en insektsart som först beskrevs av Jules Pièrre Rambur 1842.  Helcopteryx rhodiogramma ingår i släktet Helcopteryx och familjen fjärilsländor. Inga underarter finns listade i Catalogue of Life.